# VÚKV

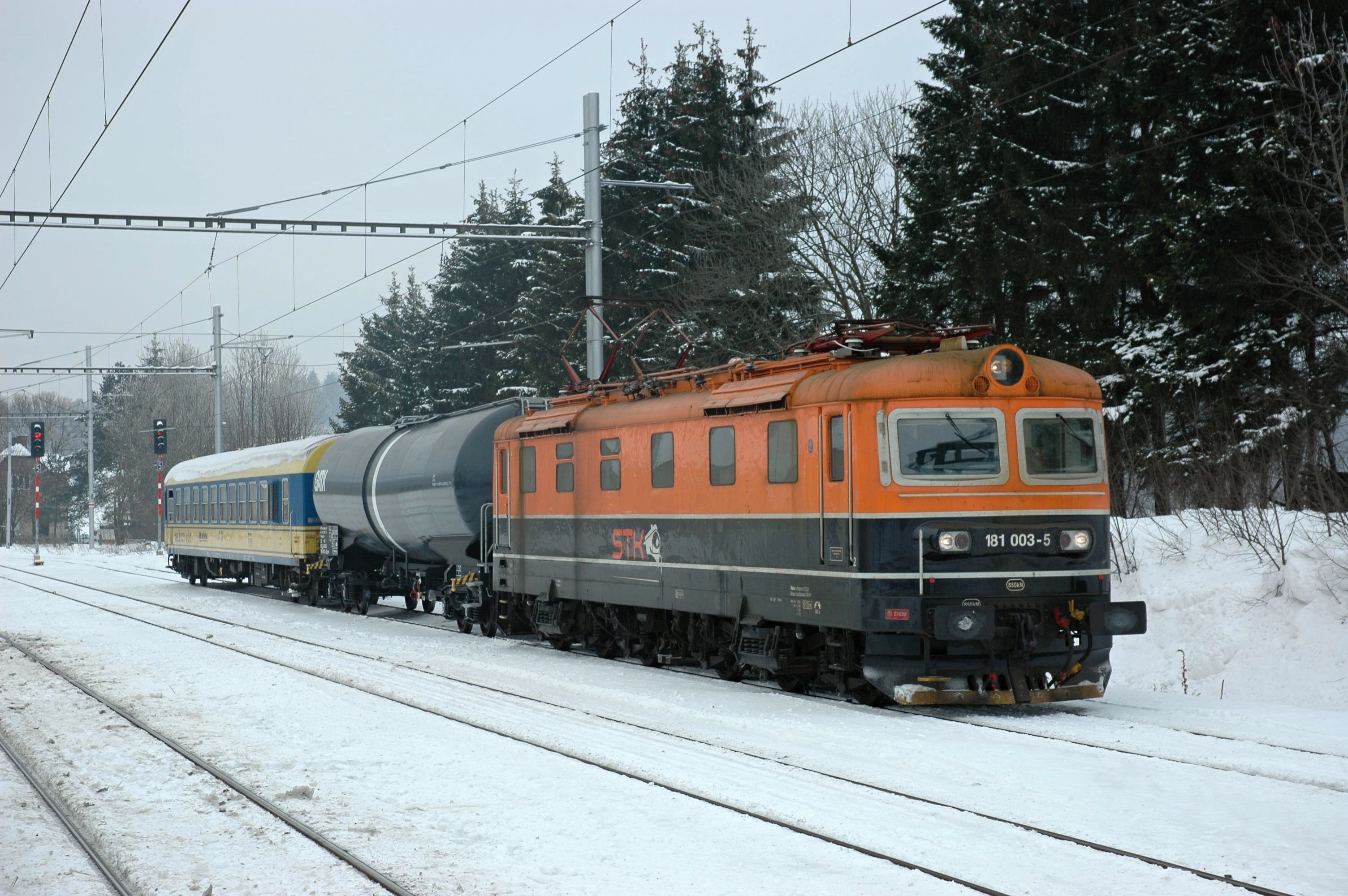
Přeprava prototypového kotlového vozu společně s měřicím vozem VÚKV na zkoušky do Polska

VÚKV a.s. se sídlem v Praze je česká společnost, která se zabývá především vývojem a zkušebnictvím kolejových vozidel.

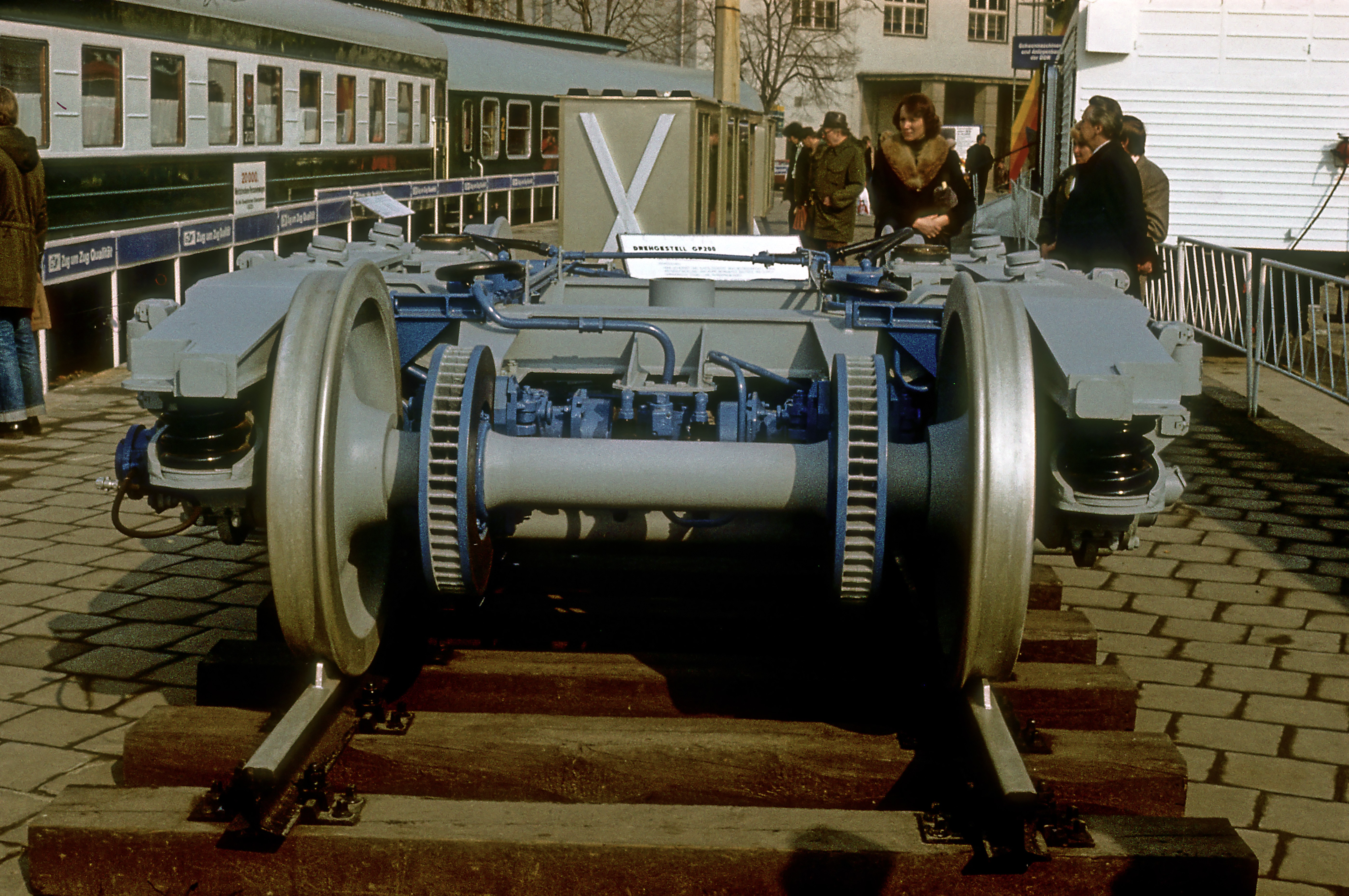
Podvozek GP200, na jehož vývoji se VÚKV podílel, na veletrhu v Lipsku v roce 1982

## Historie
Základy dnešní společnosti VÚKV lze hledat v konstrukční kanceláři někdejších Ringhofferových závodů v Praze. Po sloučení této firmy s dalšími českými společnostmi z oboru výroby kolejových vozidel vznikl v roce 1936 koncern Ringhoffer-Tatra.V jeho rámci byla zřízena tzv. evidenční kancelář (EVIKA), která zpracovávala konstrukční řešení dle požadavků jednotlivých závodů. Tato kancelář byla po 2. světové válce několikrát reorganizována, až z ní k 1. dubnu 1958 vznikl Výzkumný ústav kolejových vozidel Praha (VÚKV), který patřil do sdružení národních podniků Československé vagónky Tatra se sídlem ve Studénce. Po zrušení tohoto sdružení byl VÚKV začleněn od roku 1965 do koncernu Závody ťažkého strojárstva v Martině. Od roku 1970 byl VÚKV součástí koncernu Československé vagónky. K 31. prosinci 1982 byl národní podnik Výzkumný ústav kolejových vozidel zrušen převedením na Československé vagónky, koncern, Poprad k 1. lednu 1983. K témuž dni byla vytvořena koncernová účelová organizace Výzkumný ústav kolejových vozidel. Tehdy VÚKV zaměstnával asi 350 pracovníků, kteří kromě sídla v Praze pracovali také na pobočkách v České Lípě, Cerhenicích, Studénce, Žilině a Popradu. V roce 1988 došlo k dalšímu formálnímu zrušení této organizace, která se k 1. červenci 1988 stala přímou součástí státního podniku Československé vagónky, koncern se sídlem v Popradě. Samostatnost podniku byla obnovena k 1. červenci 1990, kdy byla zřízena společnost s názvem VÝZKUMNÝ ÚSTAV KOLEJOVÝCH VOZIDEL PRAHA státní podnik. K 1. lednu 1992 byla část majetku převedena na Fond národního majetku (FNM), zbytkový podnik byl zrušen bez likvidace 14. června 1995. FNM pak 1. května 1992 zřídil akciovou společnost pod názvem VÚKV a.s., který je používán dodnes.
Podnik byl privatizován v 90. letech v rámci tzv. kupónové privatizace a jeho vlastnictví pak bylo značně roztříštěné. K zásadní majetkoprávní změně došlo v roce 2000, kdy se vlastníkem 96 % akcií stala společnost Český TÜV s.r.o. V roce 2004 odkoupila tento podíl firma Škoda Holding, která v roce 2006 provedla odkup podílů minoritních akcionářů a stala se tak 100% vlastníkem společnosti. Od roku 2011 je jediným akcionářem společnost SKODA INDUSTRY (EUROPE) LTD. se sídlem na Kypru, v roce 2014 přejmenovaná na CEIL (CENTRAL EUROPE INDUSTRIES) LTD., která je rovněž vlastníkem společnosti Škoda Transportation.